# Галицын
Галицын — хутор в Славянском районе Краснодарского края России. Административный центр Кировского сельского поселения.

## История
В 1862—1863 годах возле реки Протока, на левом её берегу, получил казачий надел Маркиян Петрович Галица, где он обосновал хутор. В честь него и был назван хутор Галицын.
В 1920 году на хуторе была создана коммуна. С этого времени началось его массовое заселение.
В 1934 году на территории Галицына образовался колхоз имени Штейнгарда.
В 1942 году хутор был оккупирован немецкими войсками. 20 марта 1943 года освобождён.

## Социальная сфера
Детский садик 37
Школа 39
СДК Кировский
Библиотека
Филиал ДШИ
Отделение Сбербанка
Отделение Почтовой связи
Врачебная амбулатория
Аптека
12 Магазинов
Краеведческий музей
Фонтан

## География

### Улицы
| - ул. 50 лет Победы, - ул. Весенняя, - ул. Восточная, - ул. Заречная, - ул. Комсомольская, - ул. Мира, - ул. Молодёжная, | - ул. Набережная, - ул. Новая, - ул. Новостроек, - ул. Степная, - ул. Цветочная, - ул. Школьная, | - пер. Восточный, - пер. Молодёжный, - пер. Степной, - пер. Цветочный. |

## Население
| 2002 | 2010  |
| ---- | ----- |
| 1962 | ↘1883 |